# Episodi di Archer (quattordicesima stagione)
La quattordicesima e ultima stagione della serie animata Archer, composta da 11 episodi, è andata in onda sul canale televisivo FXX, dal 30 agosto al 17 dicembre 2023.
In Italia la stagione è stata resa disponibile dal 15 dicembre 2023 al 20 marzo 2024, dal servizio di video on demand Netflix.
| nº | Titolo originale            | Titolo italiano                      | Prima TV USA      | Pubblicazione Italia |
| -- | --------------------------- | ------------------------------------ | ----------------- | -------------------- |
| 1  | The Anglerfish Stratagem    | Lo stratagemma della rana pescatrice | 30 agosto 2023    | 15 dicembre 2023     |
| 2  | 30 for 30                   | 30 a 30                              | 30 agosto 2023    | 15 dicembre 2023     |
| 3  | Plaque Removal              | Rimozione della placca               | 6 settembre 2023  | 15 dicembre 2023     |
| 4  | Chill Barry                 | Barry al fresco                      | 13 settembre 2023 | 15 dicembre 2023     |
| 5  | Keys Open Doors             | Una missione da sballo               | 20 settembre 2023 | 15 dicembre 2023     |
| 6  | Face Off                    | Perdere la faccia                    | 27 settembre 2023 | 15 dicembre 2023     |
| 7  | Mission Out of Control Room | Caos in sala di controllo            | 4 ottobre 2023    | 15 dicembre 2023     |
| 8  | Breaking Fabian             | Fabian dà una mano                   | 11 ottobre 2023   | 15 dicembre 2023     |
| 9  | Into the Cold               | Guerra fredda                        | 17 dicembre 2023  | 20 marzo 2024        |
| 10 | Into the Cold               | Guerra fredda                        | 17 dicembre 2023  | 20 marzo 2024        |
| 11 | Into the Cold               | Guerra fredda                        | 17 dicembre 2023  | 20 marzo 2024        |